# Technisches Gymnasium Telfs
Das Technische Gymnasium Telfs, kurz TGT, ist ein Oberstufenrealgymnasium (ORG) mit technischem Schwerpunkt und integrierter Lehrlingsausbildung in Telfs.

## Geschichte
Im Schuljahr 2009/2010 ist durch eine Kooperation der Thöni Industriebetriebe GmbH mit dem Bundesoberstufenrealgymnasium (BRG/BORG) Telfs im Rahmen der Thöni Akademie das Projekt „Matura mit Lehre“ entstanden. Umgesetzt wird dieses Projekt als eigenständiger Zweig des BRG/BORG Telfs im Rahmen eines Schulversuchs. Als Gründungsdatum des Technischen Gymnasiums gilt die Vertragsunterzeichnung zwischen der Thöniakademie, dem Land Tirol und des Landesschulrats für Tirol am 15. September 2009. Die Räumlichkeiten, die Ausstattung der Labore und Werkstätten und die gesamte Infrastruktur des technischen Gymnasiums werden von der Firma Thöni zur Verfügung gestellt. Der fachtheoretische und fachpraktische Unterricht wird von Berufsschullehrern, der Unterricht in den AHS-Fächern von Bundesschullehrern des BRG/BORG Telfs abgehalten.
Im Juli 2013 wurde von der Wirtschaftskammer Österreich (WKÖ) zum ersten Mal die Lehrabschlussprüfung im Lehrberuf Mechatronik abgenommen.

## Ausbildung
In der fünfjährigen AHS-Oberstufe findet während der ersten vier Jahre, parallel zur AHS Ausbildung, eine Berufsausbildung statt. Je nach Wahl, kann diese im Lehrberuf Mechatronik oder Maschinenbautechnik mit dem Spezialmodul Automatisierungstechnik erfolgen. Am Ende des vierten Jahres wird am Wirtschaftsförderungsinstitut (WIFI) der Tiroler Wirtschaftskammer in Innsbruck die Lehrabschlussprüfung in den jeweiligen Lehrberufen abgelegt. Damit endet die technische Ausbildung, und im fünften Jahr werden die Schüler in den AHS-Fächern auf die standardisierte Reifeprüfung vorbereitet.